# Огаркова, Кристина Сергеевна
Кристина Сергеевна Огаркова (6 мая 1999, Покровское, Донецкая область) — украинская и российская футболистка, полузащитница.

## Биография
Воспитанница молодёжных команд клуба «Дончанка-ЦПОР» (Донецк). Вызывалась в юношескую (до 15 лет) сборную Украины.
В 2014 году перебралась в Россию, где стала заниматься в Училище олимпийского резерва г. Звенигорода. Выступала за младшие команды училища в первом и втором дивизионах России, а также в чемпионате Московской области. В 2016 году в составе «Россиянки-УОР» заняла четвёртое место в первом дивизионе. В составе сборной Московской области стала серебряным призёром первенства России среди девушек (до 19 лет) 2017 года. В первых сезонах включалась в заявку как гражданка Украины, с 2017 года — как гражданка России.
В 2017 году выступала за главную команду «Россиянки» в высшей лиге России. Дебютный матч сыграла 8 августа 2017 года против «Енисея», заменив на 91-й минуте Татьяну Петрову. Всего за сезон сыграла 6 матчей в высшей лиге. Принимала участие в игре женской Лиги чемпионов против исландского «Стьярнана».
По состоянию на 2019 год выступает во второй лиге России за «СШ Можайск».